# Lindenhurst (New York)
Lindenhurst je vesnice v okrese Suffolk, New York, ve Spojených státech amerických, na jižním pobřeží Long Islandu ve městě Babylon. Podle sčítání lidu v roce 2010 tu žilo 27,253 obyvatel.

## Geografie
Podle United States Census Bureau, má vesnice rozlohu necelých 10 km². Z toho 9,8 km² tvoří pevnina a 0,26 km² tvoří voda.
Lindenhurst sousedí s Copiague na západě, North Amityville na severozápadě, North Lindenhurst na severu, West Babylon na východě a s Great South Bay na jihu.

## Historie
Původní obec byla pojmenována „Breslau“, protože původní němečtí osadníci města pocházeli z města Breslau ve Slezsku (dnešní Vratislav, Polsko). Současná obec byla založena v roce 1873 a přejmenována na Lindenhurst v roce 1891.
V roce 1923 dostala právo na vlastní úřad.

## Osobnosti města
- Pat Benatar, rocková zpěvačka, která vyrostla v Lindenhurstu.
- Joe Lhota, bývalý náměstek primátora New Yorku, předseda MTA a kandidát na starostu za republikány, narozený v Bronxu, ale vyrostl v Lindenhurstu.

## Demografie
Při sčítání lidu 2010, bylo v Lindenhurstu 27,253 obyvatel a 8 638 domácností. Hustota zalidnění byla 2864,3 ob/km2
Průměrná hodnota tamních nemovitostí je 392 100 USD.

## Veřejné školy
V Lindenhurstu je celkem 6 základních škol, jedna nižší sekundární škola a jedna střední škola.